# Bulbophyllum luciphilum
Espèce
Bulbophyllum luciphilum est une espèce de plantes à fleurs de la famille des Orchidaceae et du genre Bulbophyllum. C'est une orchidée endémique de l'île de São Tomé.